# Llista de monuments de la Plana Baixa
Llista de monuments de la Plana Baixa inscrits en l'Inventari General del Patrimoni Cultural Valencià per la comarca de la Plana Baixa. S'inclouen els monuments declarats com a Béns d'Interés Cultural (BIC), classificats com a béns immobles sota la categoria de monuments (realitzacions arquitectòniques o d'enginyeria, i obres d'escultura colossal), i els monuments declarats com a Béns immobles de rellevància local (BRL). Estan inscrits en l'Inventari General del Patrimoni Cultural Valencià, en les seccions 1a i 2a respectivament.

## Aín
| Monument                           | Prot.?        | Estil/època | Localització                                  | Coordenades                                            | Codi?         | Imatge |
| ---------------------------------- | ------------- | ----------- | --------------------------------------------- | ------------------------------------------------------ | ------------- | --- |
| Castell de Benalí o Benialí        | BIC           | Medieval    | Aín Peu del pic Espadà                        | 39° 53′ 31″ N, 0° 20′ 51″ O / 39.892004°N,0.347368°O   | RI-51-0010992 | Castell de Benalí (Aín) · Vegeu més fotos d'aquest monument · Carregueu una nova foto d'aquest monument                  |
| Ermita del Calvari                 | BRL           | segle XVIII | Aín Camí del barranc de Càritat               | 39° 53′ 54″ N, 0° 20′ 33″ O / 39.898230°N,0.342481°O   | 12.06.002-001 | Carregueu una nova foto d'aquest monument                                                                                |
| Nucli històric tradicional         | BRL           |             | Aín                                           | 39° 54′ 01″ N, 0° 20′ 28″ O / 39.90028°N,0.34111°O     | 12.06.002-003 | Nucli històric tradicional (Aín) · Carregueu una nova foto d'aquest monument                                             |
| Església parroquial de Sant Miquel | BRL           | S.XVIII     | Aín Pl. Pintor Gimeno Barón, 1                | 39° 54′ 01″ N, 0° 20′ 26″ O / 39.900333°N,0.340480°O   | 12.06.002-004 | Església parroquial de Sant Miquel (Aín) · Vegeu més fotos d'aquest monument · Carregueu una nova foto d'aquest monument |
| Nevera del Pinar del Retor         | BRL etnològic |             | Aín Puntal de l'Aljub Bellota, serra d'Espadà | 39° 52′ 29″ N, 0° 20′ 18″ O / 39.874820°N,0.33831000°O | 12.06.002-007 | Carregueu una nova foto d'aquest monument                                                                                |

## L'Alcúdia de Veo
| Monument                                                  | Prot.? | Estil/època           | Localització                                              | Coordenades                                          | Codi?         | Imatge |
| --------------------------------------------------------- | ------ | --------------------- | --------------------------------------------------------- | ---------------------------------------------------- | ------------- | --- |
| Castell de l'Alcúdia de Veo                               | BIC    |                       | L'Alcúdia de Veo Muntanya que domina la localitat         | 39° 55′ 08″ N, 0° 21′ 11″ O / 39.91892°N,0.352974°O  | RI-51-0011220 | Castell de l'Alcúdia de Veo · Vegeu més fotos d'aquest monument · Carregueu una nova foto d'aquest monument                                                  |
| Castell de Xinquer o Jinquer                              | BIC    |                       | L'Alcúdia de Veo Muntanya propera al despoblat de Xinquer | 39° 55′ 35″ N, 0° 23′ 30″ O / 39.926385°N,0.391715°O | RI-51-0011219 | Castell de Xinquer (l'Alcúdia de Veo) · Vegeu més fotos d'aquest monument · Carregueu una nova foto d'aquest monument                                        |
| Església de la Mare de Déu dels Desemparats de Benitandús | BRL    | neoclàssic segle XVII | L'Alcúdia de Veo Benitandús                               | 39° 55′ 48″ N, 0° 20′ 11″ O / 39.929904°N,0.336263°O | 12.06.006-002 | Església de la Mare de Déu dels Desemparats de Benitandús (l'Alcúdia de Veo) · Vegeu més fotos d'aquest monument · Carregueu una nova foto d'aquest monument |
| Església de la Mare de Déu de l'Assumpció de Veo          | BRL    | S.XVIII; S. XIX       | L'Alcúdia de Veo Veo                                      | 39° 55′ 07″ N, 0° 20′ 24″ O / 39.918545°N,0.340013°O | 12.06.006-005 | Església de la Mare de Déu de l'Assumpció de Veo (l'Alcúdia de Veo) · Vegeu més fotos d'aquest monument · Carregueu una nova foto d'aquest monument          |
| Església parroquial de Sant Miquel Arcàngel               | BRL    | S.XVII-S.XVIII        | L'Alcúdia de Veo Veo                                      | 39° 54′ 57″ N, 0° 21′ 18″ O / 39.915785°N,0.354931°O | 12.06.006-004 | Església parroquial de Sant Miquel Arcàngel (l'Alcúdia de Veo) · Vegeu més fotos d'aquest monument · Carregueu una nova foto d'aquest monument               |

## Alfondeguilla
| Monument                             | Prot.? | Estil/època    | Localització                 | Coordenades                                          | Codi?         | Imatge |
| ------------------------------------ | ------ | -------------- | ---------------------------- | ---------------------------------------------------- | ------------- | --- |
| Castell de Castro                    | BIC    |                | Alfondeguilla Serra d'Espadà | 39° 51′ 34″ N, 0° 16′ 47″ O / 39.859583°N,0.279722°O | RI-51-0012108 | Castell de Castro (Alfondeguilla) · Vegeu més fotos d'aquest monument · Carregueu una nova foto d'aquest monument                    |
| Església parroquial de Sant Bartomeu | BRL    | S.XVIII; S.XIX | Alfondeguilla C. Major, 6    | 39° 50′ 15″ N, 0° 16′ 08″ O / 39.837627°N,0.268822°O | 12.06.007-003 | Església parroquial de Sant Bartomeu (Alfondeguilla) · Vegeu més fotos d'aquest monument · Carregueu una nova foto d'aquest monument |

## Almenara
| Monument                             | Prot.? | Estil/època      | Localització                   | Coordenades                                          | Codi?         | Imatge |
| ------------------------------------ | ------ | ---------------- | ------------------------------ | ---------------------------------------------------- | ------------- | --- |
| Castell d'Almenara                   | BIC    | Islàmic medieval | Almenara Nord de la localitat  | 39° 45′ 23″ N, 0° 13′ 12″ O / 39.756495°N,0.220094°O | RI-51-0010973 | Castell d'Almenara · Vegeu més fotos d'aquest monument · Carregueu una nova foto d'aquest monument                              |
| Muralles d'Almenara                  | BIC    | Medieval         | Almenara                       | 39° 45′ 16″ N, 0° 13′ 28″ O / 39.754394°N,0.224566°O | RI-51-0010206 | Muralles d'Almenara · Vegeu més fotos d'aquest monument · Carregueu una nova foto d'aquest monument                             |
| Ermita de la Cova Santa              | BRL    | S.XVIII (1782)   | Almenara C. Sant Roc, 36       | 39° 45′ 15″ N, 0° 13′ 33″ O / 39.754264°N,0.225959°O | 12.06.011-007 | Ermita de la Cova Santa (Almenara) · Vegeu més fotos d'aquest monument · Carregueu una nova foto d'aquest monument              |
| Ermita de Sant Roc d'Almenara        | BRL    | S.XVIII          | Almenara C. San Roc, 20        | 39° 45′ 13″ N, 0° 13′ 33″ O / 39.753702°N,0.225893°O | 12.06.011-005 | Ermita de Sant Roc (Almenara) · Vegeu més fotos d'aquest monument · Carregueu una nova foto d'aquest monument                   |
| Ermita del Bon Succés                | BRL    |                  | Almenara C. Les Roques, 17     | 39° 45′ 13″ N, 0° 13′ 24″ O / 39.753727°N,0.223383°O | 12.06.011-001 | Ermita del Bon Succés (Almenara) · Vegeu més fotos d'aquest monument · Carregueu una nova foto d'aquest monument                |
| Església parroquial dels Sants Joans | BRL    | S.XVIII          | Almenara Pl. de l'Església, 17 | 39° 45′ 12″ N, 0° 13′ 30″ O / 39.753426°N,0.225080°O | 12.06.011-004 | Església parroquial dels Sants Joans (Almenara) · Vegeu més fotos d'aquest monument · Carregueu una nova foto d'aquest monument |

## Les Alqueries
| Monument                                    | Prot.? | Estil/època | Localització                                         | Coordenades                                          | Codi?         | Imatge |
| ------------------------------------------- | ------ | ----------- | ---------------------------------------------------- | ---------------------------------------------------- | ------------- | --- |
| Masia fortificada Torre de la Regenta       | BIC    | Medieval    | Les Alqueries Límit del terme municipal amb Borriana | 39° 53′ 04″ N, 0° 06′ 34″ O / 39.884372°N,0.109422°O | 12.06.901-002 | Carregueu una nova foto d'aquest monument                                                                                                   |
| Església de la Mare de Déu del Niño Perdido | BRL    |             | Les Alqueries Av. Mossén Juan Miralles, 9            | 39° 53′ 50″ N, 0° 06′ 50″ O / 39.897189°N,0.113795°O | 12.06.901-001 | Església de la Mare de Déu del Niño Perdido (les Alqueries) · Vegeu més fotos d'aquest monument · Carregueu una nova foto d'aquest monument |

## Artana
| Monument                                  | Prot.? | Estil/època | Localització                                          | Coordenades                                          | Codi?         | Imatge |
| ----------------------------------------- | ------ | ----------- | ----------------------------------------------------- | ---------------------------------------------------- | ------------- | --- |
| Castell d'Artana                          | BIC    | Medieval    | Artana                                                | 39° 53′ 40″ N, 0° 15′ 29″ O / 39.894541°N,0.258037°O | RI-51-0011150 | Castell d'Artana · Vegeu més fotos d'aquest monument · Carregueu una nova foto d'aquest monument                                   |
| Calvari i Ermita                          | BRL    | S.XVIII     | Artana En la pujada al castell                        | 39° 53′ 37″ N, 0° 15′ 28″ O / 39.893678°N,0.257782°O | 12.06.016-004 | Calvari i Ermita (Artana) · Vegeu més fotos d'aquest monument · Carregueu una nova foto d'aquest monument                          |
| Ermita de Santa Cristina                  | BRL    | S. XVIII    | Artana A 2 km del municipi, per la carretera d'Eslida | 39° 52′ 56″ N, 0° 16′ 37″ O / 39.882343°N,0.276825°O | 12.06.016-003 | Ermita de Santa Cristina (Artana) · Vegeu més fotos d'aquest monument · Carregueu una nova foto d'aquest monument                  |
| Església parroquial de Sant Joan Baptista | BRL    | S.XIX; S.XX | Artana Pl. de l'Església                              | 39° 53′ 29″ N, 0° 15′ 26″ O / 39.891316°N,0.257294°O | 12.06.016-002 | Església parroquial de Sant Joan Baptista (Artana) · Vegeu més fotos d'aquest monument · Carregueu una nova foto d'aquest monument |

## Betxí
| Monument                                                                             | Prot.? | Estil/època           | Localització                    | Coordenades                                          | Codi?         | Imatge |
| ------------------------------------------------------------------------------------ | ------ | --------------------- | ------------------------------- | ---------------------------------------------------- | ------------- | --- |
| Palau - Castell de Betxí, Palau castell dels comtes d'Arizo o Castell dels Guadalest | BIC    | Gòtic - renaixentista | Betxí                           | 39° 55′ 42″ N, 0° 11′ 50″ O / 39.928459°N,0.197097°O | RI-51-0009702 | Palau - Castell de Betxí · Vegeu més fotos d'aquest monument · Carregueu una nova foto d'aquest monument                      |
| Ermita de Sant Antoni                                                                | BRL    | S.XVII                | Betxí Muntanyeta de Sant Antoni | 39° 54′ 15″ N, 0° 10′ 41″ O / 39.904140°N,0.178185°O | 12.06.021-004 | Ermita de Sant Antoni (Betxí) · Vegeu més fotos d'aquest monument · Carregueu una nova foto d'aquest monument                 |
| Ermita i Calvari                                                                     | BRL    | Rococó S.XVIII        | Betxí Afores de la població     | 39° 55′ 50″ N, 0° 12′ 00″ O / 39.930681°N,0.1999°O   | 12.06.021-002 | Ermita del Calvari (Betxí) · Vegeu més fotos d'aquest monument · Carregueu una nova foto d'aquest monument                    |
| Església parroquial de la Mare de Déu del Àngels                                     | BRL    | S.XVII; S.XVIII       | Betxí Pl. de l'Església, 19     | 39° 55′ 42″ N, 0° 11′ 52″ O / 39.928472°N,0.197833°O | 12.06.021-001 | Església de la Mare de Déu del Àngels (Betxí) · Vegeu més fotos d'aquest monument · Carregueu una nova foto d'aquest monument |

## Borriana
| Monument                                               | Prot.? | Estil/època                                                | Localització                                            | Coordenades                                            | Codi?         | Imatge |
| ------------------------------------------------------ | ------ | ---------------------------------------------------------- | ------------------------------------------------------- | ------------------------------------------------------ | ------------- | --- |
| Ex-convent i església de la Mercé                      | BIC    | Neoclàssic S.XIX                                           | Borriana Pl. Mercé                                      | 39° 53′ 17″ N, 0° 04′ 54″ O / 39.887968°N,0.081574°O   | RI-51-0005025 | Ex-convent de la Mercé (Borriana) · Vegeu més fotos d'aquest monument · Carregueu una nova foto d'aquest monument                           |
| Església del Salvador                                  | BIC    | Gòtic S.XIII; S.XIV; S.XVII; S.XVIII capella de la Comunió | Borriana Pl. Església                                   | 39° 53′ 23″ N, 0° 05′ 02″ O / 39.889645°N,0.083878°O   | RI-51-0003808 | Església del Salvador (Borriana) · Vegeu més fotos d'aquest monument · Carregueu una nova foto d'aquest monument                            |
| Torre o alqueria de Carabona                           | BIC    | Medieval S.XIII, S.XVIII                                   | Borriana Camí del Palmeral                              | 39° 52′ 33″ N, 0° 07′ 14″ O / 39.87579°N,0.120645°O    | RI-51-0010939 | Torre de Carabona (Borriana) · Carregueu una nova foto d'aquest monument                                                                    |
| Torre del Mar                                          | BIC    |                                                            | Borriana Grau de Borriana                               | 39° 52′ 43″ N, 0° 03′ 13″ O / 39.878553°N,0.053601°O   | RI-51-0012335 | Torre del Mar (Borriana) · Vegeu més fotos d'aquest monument · Carregueu una nova foto d'aquest monument                                    |
| Torre Tadeo                                            | BIC    |                                                            | Borriana Camí de la Santa Pau                           | 39° 54′ 20″ N, 0° 03′ 32″ O / 39.905595°N,0.058932°O   | RI-51-0012326 | Torre Tadeo (Borriana) · Carregueu una nova foto d'aquest monument                                                                          |
| Masia fortificada Torre Calatrava                      | BIC    | Arquitectura medieval                                      | Borriana Av. de la Marina, 3                            | 39° 53′ 15″ N, 0° 04′ 35″ O / 39.88741°N,0.076486°O    | 12.06.032-015 | Masia fortificada Torre Calatrava (Borriana) · Vegeu més fotos d'aquest monument · Carregueu una nova foto d'aquest monument                |
| Torre Vinarragell                                      | BIC    |                                                            | Borriana                                                | 39° 55′ 24″ N, 0° 03′ 05″ O / 39.9232246°N,0.0513978°O | 12.06.032-016 | Carregueu una nova foto d'aquest monument                                                                                                   |
| Nucli històric de Borriana                             | BIC    |                                                            | Borriana La Vila i el ravals de València, Onda i el Mar | 39° 53′ 25″ N, 0° 05′ 01″ O / 39.890278°N,0.083611°O   | RI-53-0000653 | Nucli històric de Borriana · Vegeu més fotos d'aquest monument · Carregueu una nova foto d'aquest monument                                  |
| Ermita de Santa Bàrbara                                | BRL    | S.XIX (1896)                                               | Borriana Camí de Santa Pau, partida de Vinarragell      | 39° 54′ 58″ N, 0° 02′ 49″ O / 39.915990°N,0.047035°O   | 12.06.032-001 | Ermita de Santa Bàrbara (Borriana) · Vegeu més fotos d'aquest monument · Carregueu una nova foto d'aquest monument                          |
| Ermita de l'Ecce Homo                                  | BRL    | S.XVIII (1795)                                             | Borriana Partida del Rovellat                           | 39° 52′ 29″ N, 0° 05′ 07″ O / 39.874834°N,0.085316°O   | 12.06.032-006 | Ermita de l'Ecce Homo (Borriana) · Vegeu més fotos d'aquest monument · Carregueu una nova foto d'aquest monument                            |
| Monestir de la Sagrada Família de les Dominiques       | BRL    | S.XIX (1890) fundació                                      | Borriana Pl. de les Monges, 12                          | 39° 52′ 28″ N, 0° 06′ 32″ O / 39.874439°N,0.108833°O   | 12.06.032-002 | Monestir de la Sagrada Família de les Dominiques (Borriana) · Vegeu més fotos d'aquest monument · Carregueu una nova foto d'aquest monument |
| Convent de Sant Josep (Borriana) Carmelites descalços. | BRL    | S.XIX (1896) fundació                                      | Borriana carrer San Joan de la Creu, 2                  | 39° 53′ 24″ N, 0° 05′ 12″ O / 39.89°N,0.0866667°O      | 12.06.032-005 | Convent de Sant Josep. Carmelites descalços. (Borriana) · Vegeu més fotos d'aquest monument · Carregueu una nova foto d'aquest monument     |
| Església de Sant Blai                                  | BRL    | Neoclàssica segle xix (1884)                               | Borriana Carrer Sant Blai                               | 39° 53′ 26″ N, 0° 04′ 49″ O / 39.890689°N,0.080183°O   | 12.06.032-003 | Església de San Blai (Borriana) · Vegeu més fotos d'aquest monument · Carregueu una nova foto d'aquest monument                             |

## Eslida
| Monument                         | Prot.? | Estil/època | Localització                           | Coordenades                                          | Codi?         | Imatge |
| -------------------------------- | ------ | ----------- | -------------------------------------- | ---------------------------------------------------- | ------------- | --- |
| Castell d'Eslida                 | BIC    |             | Eslida Muntanya propera a la localitat | 39° 52′ 40″ N, 0° 18′ 31″ O / 39.877774°N,0.308661°O | RI-51-0010994 | Castell d'Eslida · Vegeu més fotos d'aquest monument · Carregueu una nova foto d'aquest monument                          |
| Ermita del Crist del Calvari     | BRL    | S.XVIII     | Eslida Partida Calvari                 | 39° 52′ 45″ N, 0° 18′ 36″ O / 39.879300°N,0.309865°O | 12.06.057-003 | Ermita del Crist del Calvari (Eslida) · Vegeu més fotos d'aquest monument · Carregueu una nova foto d'aquest monument     |
| Església parroquial del Salvador | BRL    |             | Eslida C. Sant Salvador, 2             | 39° 52′ 46″ N, 0° 18′ 28″ O / 39.879399°N,0.307859°O | 12.06.057-002 | Església parroquial del Salvador (Eslida) · Vegeu més fotos d'aquest monument · Carregueu una nova foto d'aquest monument |

## La Llosa
| Monument                         | Prot.? | Estil/època | Localització                | Coordenades                                          | Codi?         | Imatge |
| -------------------------------- | ------ | ----------- | --------------------------- | ---------------------------------------------------- | ------------- | --- |
| Església parroquial del Salvador | BRL    | S.XVIII     | La Llosa C. l'Ensenyança, 2 | 39° 46′ 06″ N, 0° 12′ 17″ O / 39.768354°N,0.204749°O | 12.06.074-001 | Església parroquial del Salvador (la Llosa) · Vegeu més fotos d'aquest monument · Carregueu una nova foto d'aquest monument |

## Moncofa
| Monument                                                                                             | Prot.? | Estil/època | Localització                                   | Coordenades                                          | Codi?         | Imatge |
| --- | ------ | ----------- | ---------------------------------------------- | ---------------------------------------------------- | ------------- | --- |
| Restes de la Torre Santa Isabel de Carrillo, o Nova, Torre de Beniesma, Torre Forçada, Torre Caiguda | BIC    |             | Moncofa Platja                                 | 39° 47′ 02″ N, 0° 08′ 35″ O / 39.783872°N,0.143123°O | RI-51-0011216 | Restes de la Torre Santa Isabel de Carrillo (Moncofa) · Vegeu més fotos d'aquest monument · Carregueu una nova foto d'aquest monument |
| Restes del recinte emmurallat de Moncofa                                                             | BIC    |             | Moncofa                                        | 39° 48′ 29″ N, 0° 08′ 42″ O / 39.808153°N,0.145083°O | RI-51-0011229 | Carregueu una nova foto d'aquest monument                                                                                             |
| Ermita de la Magdalena                                                                               | BRL    |             | Moncofa Prop de l'av. Port del Grau de Moncofa | 39° 48′ 07″ N, 0° 08′ 01″ O / 39.802029°N,0.133617°O | 12.06.077-003 | Ermita de la Magdalena (Moncofa) · Vegeu més fotos d'aquest monument · Carregueu una nova foto d'aquest monument                      |
| Església parroquial de Santa Magdalena                                                               | BRL    | S.XVII      | Moncofa Pl. de la Iglesia                      | 39° 48′ 27″ N, 0° 08′ 43″ O / 39.807531°N,0.145183°O | 12.06.077-002 | Església de Santa Magdalena (Moncofa) · Vegeu més fotos d'aquest monument · Carregueu una nova foto d'aquest monument                 |

## Nules
| Monument                                                                     | Prot.? | Estil/època                        | Localització                          | Coordenades                                          | Codi?         | Imatge |
| ---------------------------------------------------------------------------- | ------ | ---------------------------------- | ------------------------------------- | ---------------------------------------------------- | ------------- | --- |
| Temple i replaça dels Carmelites Descalços, o Església de la Sagrada Família | BIC    | Neoclàssic S.XVII; S.XVIII         | Nules Pl. Carmelites Descalços        | 39° 53′ 28″ N, 0° 05′ 09″ O / 39.891033°N,0.085928°O | RI-51-0012180 | Temple i replaça dels Carmelites Descalços (Nules) · Vegeu més fotos d'aquest monument · Carregueu una nova foto d'aquest monument            |
| Conjunt fortificat de Mascarell, o Muralles de Mascarell                     | BIC    | Arquitectura medieval S.XIII; S.XV | Nules Mascarell                       | 39° 51′ 36″ N, 0° 08′ 28″ O / 39.860115°N,0.141111°O | RI-53-0000655 | Conjunt fortificat de Mascarell (Nules) · Vegeu més fotos d'aquest monument · Carregueu una nova foto d'aquest monument                       |
| Església de la Sang i Museu d'Història de Nules                              | BRL    | gòtic S.XVI                        | Nules C. la Sang                      | 39° 51′ 13″ N, 0° 09′ 25″ O / 39.853550°N,0.156813°O | 12.06.082-008 | Església de la Sang (Nules) · Vegeu més fotos d'aquest monument · Carregueu una nova foto d'aquest monument                                   |
| Capella de la Mare de Déu de la Soledat (Nules)                              | BRL    | S.XVIII (1757-1769)                | Nules C. José Bartrina                | 39° 51′ 08″ N, 0° 09′ 17″ O / 39.852319°N,0.154763°O | 12.06.082-002 | Capella de la Mare de Déu de la Soledat (Nules) · Carregueu una nova foto d'aquest monument                                                   |
| Capella de Sant Blai                                                         | BRL    | S.XVIII (1721)                     | Nules C. Sant Blai                    | 39° 51′ 08″ N, 0° 09′ 17″ O / 39.852222°N,0.154722°O | 12.06.082-004 | Capella de Sant Blai (Nules) · Modifica el valor a Wikidata · Vegeu més fotos d'aquest monument · Carregueu una nova foto d'aquest monument   |
| Ermita de Sant Joaquim (Nules)                                               | BRL    | S.XVIII                            | Nules Pl. de l'Ermita                 | 39° 50′ 56″ N, 0° 09′ 29″ O / 39.848889°N,0.158056°O | 12.06.082-015 | Ermita de Sant Joaquim (Nules) · Modifica el valor a Wikidata · Vegeu més fotos d'aquest monument · Carregueu una nova foto d'aquest monument |
| Ermita del Calvari (Nules)                                                   | BRL    | S.XVIII                            | Nules C. Santa Maria del Cor de Jesús | 39° 51′ 24″ N, 0° 09′ 49″ O / 39.856606°N,0.163652°O | 12.06.082-014 | Ermita del Calvari (Nules) · Modifica el valor a Wikidata · Vegeu més fotos d'aquest monument · Carregueu una nova foto d'aquest monument     |
| Ermita Sant Miquel o "el Fort", o Museu de Medallística Enrique Giner        | BRL    | S.XVIII                            | Nules C. Cova Santa                   | 39° 51′ 26″ N, 0° 09′ 08″ O / 39.857343°N,0.152103°O | 12.06.082-009 | Ermita Sant Miquel (Nules) · Modifica el valor a Wikidata · Vegeu més fotos d'aquest monument · Carregueu una nova foto d'aquest monument     |
| Església de la Immaculada Concepció                                          | BRL    | S.XVIII                            | Nules C. Constitució, 19              | 39° 51′ 03″ N, 0° 09′ 24″ O / 39.850844°N,0.156662°O | 12.06.082-012 | Església de la Immaculada Concepció (Nules) · Carregueu una nova foto d'aquest monument                                                       |

## Onda
| Monument                                      | Prot.? | Estil/època | Localització                                                 | Coordenades                                                     | Codi?         | Imatge |
| --------------------------------------------- | ------ | --- | ------------------------------------------------------------ | --------------------------------------------------------------- | ------------- | --- |
| Casal del Molí de la Reixa                    | BIC    | S. XVII | Onda C. La Cosa, 2                                           | 39° 57′ 55″ N, 0° 16′ 07″ O / 39.965301°N,0.268579°O            | RI-51-0004714 | Casal del Molí de la Reixa (Onda) · Vegeu més fotos d'aquest monument · Carregueu una nova foto d'aquest monument          |
| Castell d'Onda                                | BIC    | Clàssic - medieval S. I a S. XIX                                                                                  | Onda Pujada al castell                                       | 39° 57′ 44″ N, 0° 15′ 34″ O / 39.962148°N,0.259354°O            | RI-51-0011040 | Castell d'Onda · Vegeu més fotos d'aquest monument · Carregueu una nova foto d'aquest monument                             |
| Torre del Turó de la Talaia                   | BIC    | Arquitectura clàssica                                                                                             | Onda Turó de la Talaia                                       | 40° 00′ 32″ N, 0° 13′ 02″ O / 40.008825°N,0.2173507°O           | 12.06.084-005 | Carregueu una nova foto d'aquest monument                                                                                  |
| Nucli antic d'Onda, o la Vila                 | BIC    | | Onda                                                         | 39° 57′ 46″ N, 0° 15′ 52″ O / 39.962808°N,0.264420°O            | RI-53-0000084 | Nucli antic d'Onda · Vegeu més fotos d'aquest monument · Carregueu una nova foto d'aquest monument                         |
| Convent del Carme, o Convent l'Esperança      | BRL    | S.XV; S.XIX | Onda Ctra. de Tales                                          | 39° 57′ 36″ N, 0° 16′ 41″ O / 39.960112°N,0.278146°O            | 12.06.084-014 | Convent del Carme (Onda) · Vegeu més fotos d'aquest monument · Carregueu una nova foto d'aquest monument                   |
| Convent franciscà de Santa Caterina d'Onda    | BRL    | S. XV; S. XVIII                                                                                                   | Onda Sobre un turó proper a la ciutat al sud del riu Sonella | 39° 56′ 52″ N, 0° 16′ 13″ O / 39.9477778°N,0.2702777777777778°O | 12.06.084-013 | Convent franciscà de Santa Caterina (Onda) · Vegeu més fotos d'aquest monument · Carregueu una nova foto d'aquest monument |
| Ermita o capella de Sant Josep                | BRL    | Barroc, rococó S.XVIII                                                                                            | Onda Pl. de Sant Josep, 18                                   | 39° 57′ 42″ N, 0° 15′ 50″ O / 39.961619°N,0.263911°O            | 12.06.084-010 | Capella de Sant Josep (Onda) · Vegeu més fotos d'aquest monument · Carregueu una nova foto d'aquest monument               |
| Ermita o capella de Sant Vicent Ferrer d'Onda | BRL    | Neoclassicisme S.XVIII                                                                                            | Onda C. San Vicent - C. de la Moreria                        | 39° 57′ 39″ N, 0° 15′ 42″ O / 39.960733°N,0.26175°O             | 12.06.084-009 | Capella de Sant Vicent Ferrer (Onda) · Vegeu més fotos d'aquest monument · Carregueu una nova foto d'aquest monument       |
| Ermita de Santa Bàrbara                       | BRL    | S.XVI-XVII | Onda Paratge natural del Montí                               | 39° 57′ 06″ N, 0° 16′ 49″ O / 39.951594°N,0.280169°O            | 12.06.084-007 | Ermita de Santa Bàrbara (Onda) · Vegeu més fotos d'aquest monument · Carregueu una nova foto d'aquest monument             |
| Ermita del Salvador                           | BRL    | Barroc S.XVIII | Onda Ctra. de Onda a Fanzara Km 4,5                          | 39° 59′ 26″ N, 0° 17′ 18″ O / 39.9905°N,0.288472°O              | 12.06.084-006 | Ermita del Salvador (Onda) · Vegeu més fotos d'aquest monument · Carregueu una nova foto d'aquest monument                 |
| Església de la Sang                           | BRL    | Arquitectura medieval S.XIII segona meitat                                                                        | Onda C. Ceramista Peydró (C. Sang)                           | 39° 57′ 47″ N, 0° 15′ 42″ O / 39.963172°N,0.261789°O            | 12.06.084-008 | Església de la Sang (Onda) · Vegeu més fotos d'aquest monument · Carregueu una nova foto d'aquest monument                 |
| Església parroquial de la Assumpció           | BRL    | Barroc S.XVIII (1727) inici, (1753) capella del Sagrari; S:XIX (1854) data de la renovació que figura a la façana | Onda Pl. de l'Església                                       | 39° 57′ 41″ N, 0° 15′ 42″ O / 39.9615°N,0.26165°O               | 12.06.084-001 | Església de l'Assumpció (Onda) · Vegeu més fotos d'aquest monument · Carregueu una nova foto d'aquest monument             |

## Ribesalbes
| Monument                              | Prot.? | Estil/època         | Localització                    | Coordenades                                          | Codi?         | Imatge |
| ------------------------------------- | ------ | ------------------- | ------------------------------- | ---------------------------------------------------- | ------------- | --- |
| Castell de la Baronia                 | BIC    |                     | Ribesalbes En el nucli urbà     | 40° 01′ 20″ N, 0° 16′ 37″ O / 40.022130°N,0.276997°O | 12.06.095-004 | Carregueu una nova foto d'aquest monument                                                                               |
| Ermita del Calvari                    | BRL    | S.XIX               | Ribesalbes                      | 40° 01′ 26″ N, 0° 16′ 31″ O / 40.024000°N,0.275323°O | 12.06.095-002 | Carregueu una nova foto d'aquest monument                                                                               |
| Església parroquial de Sant Cristòfol | BRL    | S.XVIII (1766-1790) | Ribesalbes Pl. de la Iglesia, 5 | 40° 01′ 19″ N, 0° 16′ 38″ O / 40.021997°N,0.277139°O | 12.06.095-003 | Església de Sant Cristòfol (Ribesalbes) · Vegeu més fotos d'aquest monument · Carregueu una nova foto d'aquest monument |

## Suera
| Monument                                               | Prot.?        | Estil/època | Localització                             | Coordenades                                            | Codi?         | Imatge |
| ------------------------------------------------------ | ------------- | ----------- | ---------------------------------------- | ------------------------------------------------------ | ------------- | --- |
| Castell de Mauz                                        | BIC           | segle XII   | Suera A uns 3 km del poble               | 39° 56′ 40″ N, 0° 21′ 16″ O / 39.944564°N,0.354529°O   | 12.06.108-001 | Castell de Mauz (Suera) · Carregueu una nova foto d'aquest monument                                             |
| Assentament de Castro                                  | BIC           |             | Suera Barranc del castro, aproximadament | 39° 56′ 45″ N, 0° 20′ 58″ O / 39.9457296°N,0.3493172°O | 12.06.108-005 | Carregueu una nova foto d'aquest monument                                                                       |
| Església parroquial de l'Assumpció                     | BRL           | S. XVIII    | Suera Pl. de l'Església                  | 39° 57′ 08″ N, 0° 19′ 55″ O / 39.952111°N,0.332028°O   | 12.06.108-002 | Església de l'Assumpció (Suera) · Vegeu més fotos d'aquest monument · Carregueu una nova foto d'aquest monument |
| Ermita del Calvari, o Ermita del Crist de la Clemència | BRL           |             | Suera                                    | 39° 57′ 07″ N, 0° 20′ 01″ O / 39.9520685°N,0.3337294°O | 12.06.108-003 | Carregueu una nova foto d'aquest monument                                                                       |
| Suera Alta                                             | BRL           |             | Suera                                    | 39° 56′ 42″ N, 0° 20′ 56″ O / 39.944944°N,0.348917°O   | 12.06.108-006 | Suera Alta · Vegeu més fotos d'aquest monument · Carregueu una nova foto d'aquest monument                      |
| Retaule ceràmic de Sant Roc                            | BRL etnològic |             | Suera C. del Retor, 3                    | 39° 57′ 10″ N, 0° 20′ 05″ O / 39.9528572°N,0.3347497°O | 12.06.108-E1  | Carregueu una nova foto d'aquest monument                                                                       |
| Retaule ceràmic de Sant Francesc d'Assís               | BRL etnològic |             | Suera C. Raval, 8                        | 39° 57′ 11″ N, 0° 19′ 56″ O / 39.9530718°N,0.3321149°O | 12.06.108-E2  | Carregueu una nova foto d'aquest monument                                                                       |
| Retaule ceràmic de Sant Josep                          | BRL etnològic |             | Suera C. Cantadores, 7                   | 39° 57′ 10″ N, 0° 21′ 39″ O / 39.9528201°N,0.36095°O   | 12.06.108-E3  | Carregueu una nova foto d'aquest monument                                                                       |

## Tales
| Monument                                           | Prot.? | Estil/època                       | Localització                          | Coordenades                                          | Codi?         | Imatge |
| -------------------------------------------------- | ------ | --------------------------------- | ------------------------------------- | ---------------------------------------------------- | ------------- | --- |
| Castell de Tales, Torre Cabrera i Torre de la Mort | BIC    |                                   | Tales Muntanya propera a la localitat | 39° 56′ 45″ N, 0° 18′ 33″ O / 39.945931°N,0.309179°O | RI-51-0011527 | Castell de Tales · Vegeu més fotos d'aquest monument · Carregueu una nova foto d'aquest monument                       |
| Església parroquial de Sant Joan Baptista          | BRL    | S.XVIII (façana i capella); S.XIX | Tales C. Llarga, 2                    | 39° 56′ 54″ N, 0° 18′ 25″ O / 39.948380°N,0.307054°O | 12.06.109-002 | Església de Sant Joan Baptista (Tales) · Vegeu més fotos d'aquest monument · Carregueu una nova foto d'aquest monument |

## La Vall d'Uixó
| Monument                                                    | Prot.? | Estil/època                         | Localització                                        | Coordenades                                            | Codi?         | Imatge |
| ----------------------------------------------------------- | ------ | ----------------------------------- | --------------------------------------------------- | ------------------------------------------------------ | ------------- | --- |
| Castell d'Uixó                                              | BIC    |                                     | La Vall d'Uixó Muntanya al nord de la localitat     | 39° 50′ 52″ N, 0° 13′ 32″ O / 39.847798°N,0.225548°O   | RI-51-0011336 | Castell d'Uixó (la Vall d'Uixó) · Carregueu una nova foto d'aquest monument                                                                   |
| Ciutat ibèrica fortificada la Punta d'Orleyl                | BIC    | Iber                                | La Vall d'Uixó Via Augusta                          | 39° 49′ 25″ N, 0° 15′ 06″ O / 39.823679°N,0.251623°O   | RI-51-0012250 | Carregueu una nova foto d'aquest monument |
| Església del Sant Àngel Custodi de la Vall d'Uixó           | BIC    | Barroc - neoclàssic S.XVII; S.XVIII | La Vall d'Uixó Pl. Sant Àngel                       | 39° 49′ 23″ N, 0° 14′ 13″ O / 39.82303°N,0.236925°O    | RI-51-0009739 | Església del Sant Àngel Custodi (la Vall d'Uixó) · Vegeu més fotos d'aquest monument · Carregueu una nova foto d'aquest monument              |
| Restes de la Torre del Palau Ducal                          | BIC    |                                     | La Vall d'Uixó Pl. Silvestre Segarra                | 39° 49′ 22″ N, 0° 14′ 14″ O / 39.822792°N,0.237281°O   | RI-51-0012266 | Carregueu una nova foto d'aquest monument |
| Torre de Benizahat                                          | BIC    |                                     | La Vall d'Uixó C. Trinitat, 18                      | 39° 49′ 30″ N, 0° 13′ 39″ O / 39.824874°N,0.227505°O   | RI-51-0012130 | Carregueu una nova foto d'aquest monument |
| Torre de la Casota                                          | BIC    |                                     | La Vall d'Uixó Prop del camí del castell            | 39° 50′ 23″ N, 0° 14′ 00″ O / 39.839846°N,0.233205°O   | RI-51-0012325 | Carregueu una nova foto d'aquest monument |
| Torre de la Torrassa                                        | BIC    | S.XII                               | La Vall d'Uixó Ctra. Vall d'Uixó - La Vilavella     | 39° 50′ 03″ N, 0° 12′ 19″ O / 39.834199°N,0.205353°O   | RI-51-0012142 | Carregueu una nova foto d'aquest monument |
| Poblat iberoromà de Sant Josep                              | BIC    |                                     | La Vall d'Uixó Turó de Sant Josep                   | 39° 49′ 27″ N, 0° 15′ 07″ O / 39.824081°N,0.251832°O   | RI-55-0000620 | Poblat iberoromà de Sant Josep (la Vall d'Uixó) · Vegeu més fotos d'aquest monument · Carregueu una nova foto d'aquest monument               |
| Ermita de Sant Antoni                                       | BRL    | S.XVII                              | La Vall d'Uixó Partida de Sant Antoni               | 39° 49′ 11″ N, 0° 15′ 05″ O / 39.8198129°N,0.2513421°O | 12.06.126-014 | Carregueu una nova foto d'aquest monument |
| Ermita de Sant Josep o de la Sagrada Família                | BRL    | S.XVII (1689-1696)                  | La Vall d'Uixó Ctra. Alfondeguilla                  | 39° 49′ 28″ N, 0° 15′ 07″ O / 39.824461°N,0.251935°O   | 12.06.126-007 | Ermita de Sant Josep o de la Sagrada Família (la Vall d'Uixó) · Vegeu més fotos d'aquest monument · Carregueu una nova foto d'aquest monument |
| Ermita de Sant Vicent Ferrer                                | BRL    | S.XVII                              | La Vall d'Uixó Pl. de San Vicent                    | 39° 49′ 25″ N, 0° 13′ 39″ O / 39.823644°N,0.2274544°O  | 12.06.126-005 | Ermita de Sant Vicent Ferrer (la Vall d'Uixó) · Vegeu més fotos d'aquest monument · Carregueu una nova foto d'aquest monument                 |
| Ermita del Calvari                                          | BRL    | S.XVIII                             | La Vall d'Uixó Barri del Carbonaire                 | 39° 49′ 41″ N, 0° 14′ 07″ O / 39.828070°N,0.235342°O   | 12.06.126-006 | Ermita del Calvari (la Vall d'Uixó) · Carregueu una nova foto d'aquest monument                                                               |
| Ermita del Roser                                            | BRL    |                                     | La Vall d'Uixó C. del Roser                         | 39° 49′ 22″ N, 0° 14′ 24″ O / 39.822778°N,0.240090°O   | 12.06.126-015 | Carregueu una nova foto d'aquest monument |
| Església de la Mare de Déu de l'Assumpció de La Vall d'Uixó | BRL    |                                     | La Vall d'Uixó Pl. de la Mare de Déu de l'Assumpció | 39° 49′ 26″ N, 0° 13′ 41″ O / 39.824016°N,0.228192°O   | 12.06.126-001 | Carregueu una nova foto d'aquest monument |

## Vila-real
| Monument                                                                                         | Prot.? | Estil/època        | Localització                        | Coordenades                                          | Codi?         | Imatge |
| ------------------------------------------------------------------------------------------------ | ------ | ------------------ | ----------------------------------- | ---------------------------------------------------- | ------------- | --- |
| Església de Sant Jaume                                                                           | BIC    | Neoclàssic S.XVIII | Vila-real C. Comte Albay            | 39° 56′ 17″ N, 0° 06′ 04″ O / 39.938056°N,0.101111°O | RI-51-0009297 | Església de Sant Jaume (Vila-real) · Vegeu més fotos d'aquest monument · Carregueu una nova foto d'aquest monument                                       |
| Plaça de la Vila                                                                                 | BIC    | Medieval S.XIII    | Vila-real                           | 39° 56′ 15″ N, 0° 06′ 03″ O / 39.937431°N,0.100761°O | RI-51-0003923 | Plaça de la Vila (Vila-real) · Vegeu més fotos d'aquest monument · Carregueu una nova foto d'aquest monument                                             |
| Recinte emmurallat de Vila-real                                                                  | BIC    |                    | Vila-real                           | 39° 56′ 13″ N, 0° 06′ 05″ O / 39.936865°N,0.101337°O | RI-51-0011253 | Recinte emmurallat de Vila-real · Vegeu més fotos d'aquest monument · Carregueu una nova foto d'aquest monument                                          |
| Convent del Carme                                                                                | BRL    | S.XVII             | Vila-real C. Raval del Carme        | 39° 56′ 06″ N, 0° 06′ 13″ O / 39.935038°N,0.103641°O | 12.06.135-009 | Convent del Carme (Vila-real) · Vegeu més fotos d'aquest monument · Carregueu una nova foto d'aquest monument                                            |
| Mare de Déu de Gràcia                                                                            | BRL    | S.XVI; S.XVIII     | Vila-real                           | 39° 57′ 41″ N, 0° 07′ 08″ O / 39.961331°N,0.118917°O | 12.06.135-007 | Ermita de la Mare de Déu de Gràcia (Vila-real) · Vegeu més fotos d'aquest monument · Carregueu una nova foto d'aquest monument                           |
| Monestir o basílica de Sant Pasqual Bailón                                                       | BRL    |                    | Vila-real Raval de Sant Pasqual, 70 | 39° 56′ 23″ N, 0° 05′ 52″ O / 39.939744°N,0.097683°O | 12.06.135-004 | Basílica de Sant Pasqual Bailón (Vila-real) · Vegeu més fotos d'aquest monument · Carregueu una nova foto d'aquest monument                              |
| Monestir del Corpus Christi, convent de les Monges Dominiques, o capella del Crist de l'Hospital | BRL    | S.XVIII            | Vila-real C. Hospital, 7            | 39° 56′ 05″ N, 0° 06′ 16″ O / 39.9346°N,0.104433°O   | 12.06.135-008 | Monestir del Corpus Christi. convent de las Monjas Dominicas (Vila-real) · Vegeu més fotos d'aquest monument · Carregueu una nova foto d'aquest monument |

## La Vilavella
| Monument                               | Prot.? | Estil/època      | Localització                          | Coordenades                                          | Codi?         | Imatge |
| -------------------------------------- | ------ | ---------------- | ------------------------------------- | ---------------------------------------------------- | ------------- | --- |
| Castell de la Vilavella                | BIC    | Medieval         | La Vilavella Camí de les Coves        | 39° 51′ 45″ N, 0° 11′ 16″ O / 39.86238°N,0.187766°O  | RI-51-0011002 | Castell de la Vilavella · Vegeu més fotos d'aquest monument · Carregueu una nova foto d'aquest monument                       |
| Ermita de Sant Sebastià (la Vilavella) | BRL    | S.XX (1934-1935) | La Vilavella Al costat de la població | 39° 51′ 37″ N, 0° 11′ 11″ O / 39.860225°N,0.186489°O | 12.06.136-003 | Ermita de Sant Sebastià (la Vilavella) · Vegeu més fotos d'aquest monument · Carregueu una nova foto d'aquest monument        |
| Església parroquial Sagrada Família    | BRL    | S.XVIII; S.XX    | La Vilavella Pl. de l'Ajuntament, 1   | 39° 51′ 32″ N, 0° 11′ 05″ O / 39.858953°N,0.184654°O | 12.06.136-001 | Església de la Sagrada Família (la Vilavella) · Vegeu més fotos d'aquest monument · Carregueu una nova foto d'aquest monument |

## Xilxes
| Monument                           | Prot.? | Estil/època | Localització       | Coordenades                                          | Codi?         | Imatge |
| ---------------------------------- | ------ | ----------- | ------------------ | ---------------------------------------------------- | ------------- | --- |
| Església parroquial de l'Assumpció | BRL    |             | Xilxes Pl. Espanya | 39° 46′ 56″ N, 0° 11′ 16″ O / 39.782289°N,0.187781°O | 12.06.053-001 | Església de l'Assumpció (Xilxes) · Vegeu més fotos d'aquest monument · Carregueu una nova foto d'aquest monument |